# Orconectes chickasawae
Orconectes chickasawae är en kräftdjursart som beskrevs av M. R. Cooper och Hobbs 1980. Orconectes chickasawae ingår i släktet Orconectes och familjen Cambaridae. IUCN kategoriserar arten globalt som livskraftig. Inga underarter finns listade i Catalogue of Life.